# Ophiodothella caseariae
Ophiodothella caseariae är en svampart som beskrevs av Hanlin, M.C. González, Tortolero & Renaud 2002. Ophiodothella caseariae ingår i släktet Ophiodothella och familjen Phyllachoraceae.   Inga underarter finns listade i Catalogue of Life.